# I cinque riti tibetani
I cinque riti tibetani, conosciuti anche semplicemente come I cinque tibetani, sono una serie di esercizi (secondo alcuni riconducibili allo yoga) che furono divulgati per la prima volta da Peter Kelder nel suo opuscolo The Eye of Revelation, successivamente ristampato come Ancient Secret of the Fountain of Youth e pubblicato in lingua italiana dalle Edizioni Mediterranee con il titolo I cinque tibetani.

## L'autore
Poco è dato sapere della figura di Peter Kelder: sappiamo che è cresciuto negli Stati Uniti centro-occidentali in seno a una famiglia adottiva olandese e che lasciò la famiglia ancora adolescente per viaggiare per il mondo. Negli anni '30, quando il libro fu scritto, egli viveva nelle colline attorno a Hollywood, dove lavorava come ricercatore presso gli studi cinematografici. Alcuni hanno anche ipotizzato che Peter Kelder sia uno pseudonimo dietro il quale si celi un'autrice donna.

## Il libro
L'opuscolo di 32 pagine in cui Peter Kelder divulgò i cinque riti fu stampato per la prima volta nel 1939 con il titolo The Eye of Revelation. In esso Kelder racconta di essere venuto a conoscenza dei riti da un colonnello in pensione dell'esercito britannico, il quale avrebbe scoperto un misterioso e remoto monastero nella regione himalayana, i cui monaci erano a conoscenza del segreto della "fonte dell'eterna giovinezza". Il segreto consisterebbe nella pratica quotidiana di cinque esercizi (detti "riti"), i quali vengono descritti nel libro insieme ad alcuni altri brevi insegnamenti circa l'alimentazione e lo stile di vita.
Dopo un paio di ristampe il libretto cadde nell'oblio, per essere poi riportato in grande voga a partire dalla metà degli anni '80, prima nei paesi di lingua inglese e tedesca, quindi anche in Italia e negli altri paesi occidentali. Oggi si calcola che I cinque tibetani abbia venduto oltre 5 milioni di copie nei paesi di lingua tedesca e oltre 2 milioni in quelli anglofoni. Nel catalogo delle Edizioni Mediterranee, che ne pubblicano l'edizione in lingua italiana, costituisce il titolo più venduto.

## I benefici dei cinque riti
Nel racconto di Kelder il soggiorno nel misterioso monastero tibetano aveva letteralmente trasformato il colonnello da un signore anziano, curvo e quasi calvo, in un uomo sano e forte dall'aspetto di un quarantenne. I cinque riti si propongono infatti, attraverso l'armonizzazione dei sette chakra principali, come un mezzo efficace per raggiungere non solo la piena salute fisica, ma anche un vero e proprio ringiovanimento, sia a livello di energia che di aspetto fisico. Le varie edizioni del libro riportano anche in appendice lettere di testimonianza da parte dei lettori che hanno messo in pratica i riti, i quali affermano di aver ottenuto da essi innumerevoli benefici, dalla ricrescita dei capelli al miglioramento di vista, memoria, potenza sessuale, elasticità, energia in generale, anche se molte persone pensano che questi benefici siano puramente psicologici e di durata temporanea.

## L'incerta origine dei riti
L'origine dei cinque esercizi è incerta. Da alcuni vengono considerati come un'invenzione sulla scia della moda dell'Oriente misterioso che imperversava agli inizi del '900 e di cui è esempio emblematico il romanzo di James Hilton Orizzonte perduto, di poco precedente al libretto di Kelder e con il quale quest'ultimo presenta non pochi punti di contatto e di ispirazione. Non esistono infatti altre fonti che ne attestino l'esistenza e l'origine al di fuori del libro di Kelder e alcuni degli insegnamenti sembrano essere del tutto in contraddizione con le pratiche e le tradizioni tibetane di cui siamo a conoscenza.
In particolare:
- nella medicina tibetana si sostiene l'esistenza di cinque chakra, e non sette come nella cultura indiana (e come riportato nel libro di Kelder);
- la medicina tibetana considera la salute come il risultato dell'equilibrio tra i cinque elementi, e non come il frutto della corretta rotazione dei vortici energetici dei chakra;
- lo yoga tibetano non contempla movimenti di rotazione su se stessi (al contrario del primo rito che consiste proprio in questo);
- i lama buddisti generalmente insegnano a superare l'attaccamento ai valori materiali, compreso il desiderio di apparire giovani, snelli e attraenti;
- nessun lama tibetano finora ha mai affermato di conoscere gli esercizi che costituiscono i cinque riti prima che essi gli fossero mostrati.